# Metalurgija
Metalurgíja je znanstvena veda in industrijska dejavnost, ki se ukvarja s pridobivanjem kovin iz rude ali sekundarnih surovin ter njihovo nadaljnjo predelavo, kamor sodijo predelava v trdnem (preoblikovanje), oblikovanje v tekočem (litje), oblikovanje iz prahov (metalurgija prahov) ter spreminjanje lastnosti z »metalurško obdelavo« (toplotna obdelava). 
V grobem delimo metalurgijo na:
- procesno metalurgijo
- fizikalno metalurgijo
- metalurgijo železa in jekla (zastarelo črna metalurgija)
- metalurgijo neželeznih kovin (zastarelo barvna metalurgija)
- metalurgijo prahov
- matipulacijsko metalurgijo v medicini

## Povezani pojmi
Osnovne vede pomembne za metalurgijo : matematika, anorganska kemija, fizika, termodinamika, fizikalna metalurgija, Mehanika, kristalografija, elastomehanika, plastomehanika, ekologija,
Drugi pojmi : tehnična dokumentacija, strojni elementi, toplotna tehnika, elektrotehnika, elektronika, preoblikovane, valjanje, kovanje, litje (livarstvo), procesna metalurgija jekla, procesna metalurgija neželeznih kovin, preiskava materialov, metalurške peči, varjenje, korozija, organizacija proizvodnje, ekonomika, tlačno litje, meritve, elektrotermija, ferozlitine, energetika,...